# Order Zasługi (Brazylia)
Order Narodowy Zasługi (por. Ordem Nacional do Mérito)  – jedno z najwyższych cywilnych odznaczeń państwowych Brazylii, przeznaczone dla wybitnie zasłużonych obywateli brazylijskich i cudzoziemców o wyjątkowym znaczeniu. 
Order ten został ustanowiony 4 września 1946 w czasie urzędowania prezydenta Eurico Gaspara Dutry. Wyglądem odznak, gwiazdy i łańcucha nawiązuje bezpośrednio do dawnego cesarskiego Orderu Róży.
Wielkim Mistrzem Orderu jest zawsze urzędujący prezydent Brazylii, który swój Krzyż Wielki zachowuje po zakończeniu sprawowania funkcji, a łańcuch orderowy jest przekazywany jego następcy. 
Do Kapituły Orderu należą ponadto ministrowie sprawiedliwości i spraw zagranicznych oraz szefowie urzędów wojskowych i cywilnych.
Order dzieli się na pięć klas, według tradycyjnego schematu Legii Honorowej, z limitami odznaczonych Brazylijczyków w wyższych klasach:
- I klasa – Krzyż Wielki (Grã-Cruz) – max. 25 osób odznaczonych,
- II klasa – Wielki Oficer (Grande Oficial) – max. 100 osób,
- III klasa – Komandor (Comendador) – max. 250 osób,
- IV klasa – Oficer (Oficial) – max. 500 osób,
- V klasa – Kawaler (Cavaleiro) – bez limitów.